# Mouvement national pour la Serbie
Pour les articles homonymes, voir Mouvement national.
Le Mouvement national pour la Serbie (en serbe : Народни покрет за Србију et Narodni pokret za Srbiju) est une coalition politique serbe dirigée par Milan Paroški, le président du Parti national.
Le Mouvement national pour la Serbie a été créé le 25 avril 2008, à l'occasion des élections législatives serbes de mai 2008. La coalition réunissait les partis suivants :
- Parti national
- MI Réformistes-Parti social-démocrate
- Entente serbe
- Parti des travailleurs et des retraités
- Parti progressiste[1].

La coalition a présenté une liste de 114 candidats. Elle a recueilli 3 795 voix, soit 0,09 % des suffrages, ce qui ne lui a pas permis d'obtenir de député à l'Assemblée nationale de la république de Serbie.
La coalition a présenté des listes aux élections locales, qui ont également eu lieu le 11 mai 2008, comme à Belgrade, où, sous le nom de Mouvement national pour Belgrade et alliée au Parti radical national, elle a recueilli 1 230 voix, soit 0,13 % des suffrages[réf. nécessaire].